# Mispila subtonkinea
Mispila subtonkinea là một loài bọ cánh cứng trong họ Cerambycidae.